# Chipihuayco
Chipihuayco (auch: Chipi Waykho) ist eine Ortschaft im Departamento Potosí im Hochland des südamerikanischen Andenstaates Bolivien.

## Lage
Chipihuayco liegt in der Provinz Modesto Omiste und ist eine Ortschaft im Cantón Chipihuayco im Municipio Villazón. Die Ortschaft liegt auf einer Höhe von 3176 m an der Mündung des Río Chipi Waykho in den Río Talina, der flussabwärts in den Río San Juan del Oro mündet.

## Geographie
Chipihuayco liegt im südlichen Teil der kargen Hochebene des bolivianischen Altiplano. Das Klima ist wegen der Binnenlage kühl und trocken und durch ein typisches Tageszeitenklima gekennzeichnet, bei dem die Temperaturschwankungen zwischen Tag und Nacht in der Regel deutlich größer sind als die jahreszeitlichen Schwankungen.
Die Jahresdurchschnittstemperatur liegt bei 13 °C (siehe Klimadiagramm Tupiza) und schwankt nur unwesentlich zwischen 8 °C im Juni/Juli und 16 °C von Dezember bis Februar. Der Jahresniederschlag beträgt nur etwa 300 mm, mit einer stark ausgeprägten Trockenzeit von April bis Oktober mit Monatsniederschlägen unter 10 mm, und einer Feuchtezeit von Dezember bis Februar mit 60–80 mm Monatsniederschlag.

## Verkehrsnetz
Chipihuayco liegt in einer Entfernung von 275 Straßenkilometern südlich von Potosí, der Hauptstadt des gleichnamigen Departamentos.
Von Potosí aus führt die vom Titicacasee kommende Nationalstraße Ruta 1 nach Südosten und erreicht nach 37 Kilometern die Ortschaft Cuchu Ingenio. Hier zweigt die Ruta 14 ab, die in südlicher Richtung über Tumusla, Cotagaita und Hornillos nach 224 Kilometern die Stadt Tupiza erreicht.
Um nach Chipihuayco zu gelangen, bleibt man in Tupiza auf der rechten, westlichen Flussseite des Río Tupiza und folgt der Straße entlang des Flusses für drei Kilometer, verlässt dann den Fluss in südwestlicher Richtung und folgt ihr weitere sieben Kilometer. Hier teilt sich dann die Straße, eine Bergstraße führt in westlicher Richtung nach Thola Mayo (Chacopampa), während die Hauptstraße weiter geradeaus in südlicher Richtung über Quiriza und San Miguel de Kataty nach San José de Pampa Grande führt. Man durchquert den Río Talina, trifft auf der Westseite des Flusses auf Acnapa, erreicht nach weiteren neun Kilometern die weiter südlich gelegene Ortschaft Talina und nach noch einmal sechs Kilometern Chipihuayco.

## Bevölkerung
Die Einwohnerzahl der Ortschaft ist in dem Jahrzehnt zwischen den beiden letzten Volkszählungen geringfügig angestiegen:
| Jahr | Einwohner         | Quelle       |
| ---- | ----------------- | ------------ |
| 1992 | keine Detaildaten | Volkszählung |
| 2001 | 491               | Volkszählung |
| 2012 | 506               | Volkszählung |
| 2024 |                   | Volkszählung |

Die Region weist einen hohen Anteil an Quechua-Bevölkerung auf, im Municipio Tupiza sprechen 49,7 Prozent der Bevölkerung Quechua.